# Cuscuta cozumeliensis
Cuscuta cozumeliensis är en vindeväxtart som beskrevs av Truman George Yuncker. Cuscuta cozumeliensis ingår i släktet snärjor, och familjen vindeväxter. Inga underarter finns listade i Catalogue of Life.